# August Oetker (bisneto)
August Oetker (Bielefeld, 17 de março de 1944) é um empresário alemão.
Oetker é bisneto de August Oetker, fundador do Dr. August Oetker KG, e filho de Rudolf-August Oetker.